# Auguste Brizeux

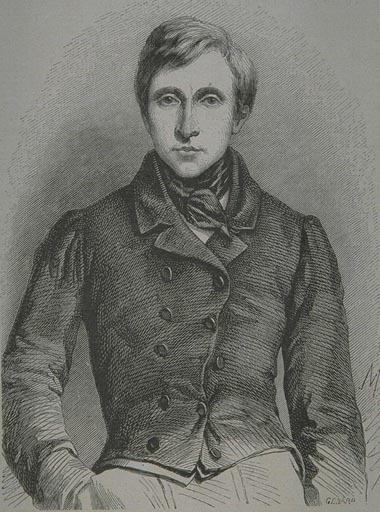
Auguste Brizeux

Julien Auguste Pélage Brizeux, född 1803 och död 1858, var en fransk poet.
Brizeux inledde sin poetiska bana med diktsamlingen Marie (1831). Den utspelar liksom hans övriga diktsamlingar i hans hembygd, Bretagne. Bland hans övriga verk märks La fleur d'or ou les Ternaires (1841) och Les bretons (1845). Brizeux utgav även en fransk översättning av Dante Alighieri Divina commedia 1840.